# Folke Johnson
Folke Johnson (Estocolm, 15 de juny de 1887 - Estocolm, 20 de febrer de 1962) va ser un regatista suec que va competir a començaments del segle xx.
El 1912 va prendre part en els Jocs Olímpics d'Estocolm, on va guanyar la medalla de plata en la categoria de 12 metres del programa de vela, a bord de l'Erna Signe.